# Hymenophyllum australe
Espèce
Hymenophyllum australe est une  espèce de fougères de la famille des Hyménophyllacées.
Synonymes : Hymenophyllum serpens Wall., Mecodium australe (Willd.) Copel., Sphaerocionium australe (Willd.) C.Presl.

## Description
Cette espèce a les caractéristiques suivantes :
- son rhizome est long et filiforme, presque sans poils ;
- les frondes, de moins d'une quinzaine de centimètres de long, comportent un limbe divisé deux à trois fois, lancéolé et profondément veiné de nervures foncées ;
- le limbe est glabre ;
- Les sores, solitaires, sont portés par l'extrémité d'un segment axillaire, dans la partie médiane ou terminale du limbe ;
- l'indusie, englobant complètement les sporanges, a deux lèvres.

Cette espèce compte 72 chromosomes (36 paires).

## Position taxinomique
Hymenophyllum australe appartient au sous-genre Globosa : elle en est l'espèce type (Hymenophyllum australe clade).
Cette espèce est décrite par Carl Ludwig Willdenow en 1810 à partir de l'exemplaire recueilli par Jacques-Julien Houtou de La Billardière en Tasmanie (à Van Diemen).
En 1843, Karel Bořivoj Presl place cette espèce dans le genre Sphaerocionium, section Glabra : Sphaerocionium australe (Willd.) C.Presl.
En 1875, Karl Anton Eugen Prantl la place dans la section Globosa du genre Hymenophyllum.
En 1938, Edwin Bingham Copeland la transfère dans le genre Mecodium : Mecodium australe (Willd.) Copel..
En 1968, Conrad Vernon Morton la place replace dans le genre Hymenophyllum, sous-genre Mecodium, section Mecodium, sous-section Diplophyllum, en marquant cependant une hésitation.
Enfin, Atsushi Ebihara et al. la place dans le sous-genre Globosa en 2005.
Plusieurs variétés sont répertoriées :
- Hymenophyllum australe var. atrovirens (Colenso) Alderw. (1908) - Synonyme : Hymenophyllum atrovirens Colenso
- Hymenophyllum australe var. crispatum (Wall. ex Hook. & Grev.) Bonap. (1919) - Inde, Ceylan, Philippines - Synonymes : Hymenophyllum crispatum Wall. ex Hook. & Grev., Mecodium crispatum (Wall. ex Hook. et Grev.) Copel.
- Hymenophyllum australe var. tasmanicum (Bosch) Bonap. (1917) - Synonyme : Hymenophyllum tasmanicum Bosch

## Distribution
Cette espèce, plutôt épiphyte mais terrestre, est présente dans toute la zone tropicale de l'Australasie : Australie, Nouvelle-Zélande, Polynésie, Philippines.